# Hydroeciodes rectilinea
Hydroeciodes rectilinea är en fjärilsart som beskrevs av Dyar 1914. Hydroeciodes rectilinea ingår i släktet Hydroeciodes och familjen nattflyn. Inga underarter finns listade i Catalogue of Life.